# Ловчанский сборник

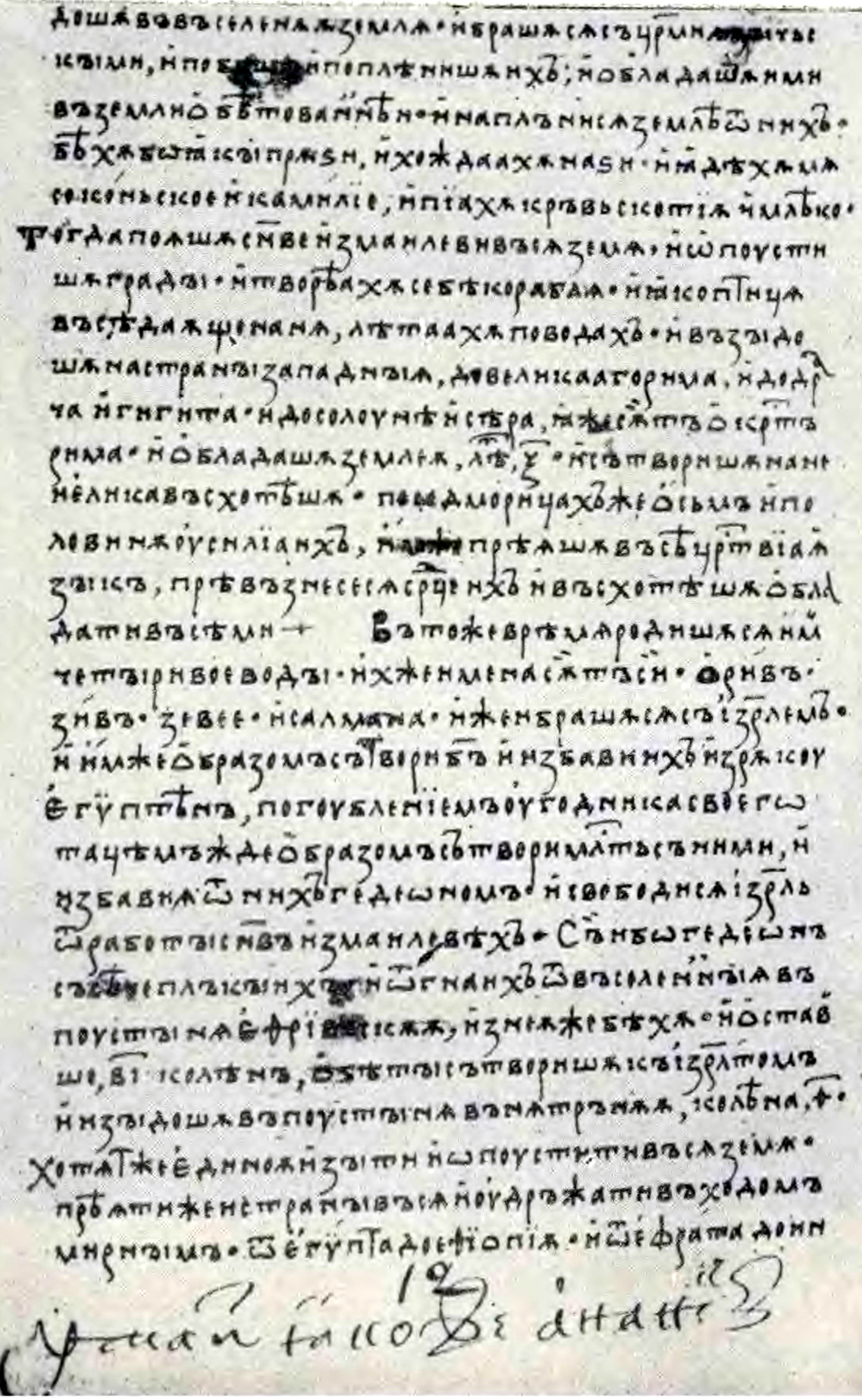
Ловчанский сборник («Попфилипов сборник»)

Ловчанский сборник — среднеболгарская бумажная рукопись со смешанным содержанием.
Сборник датируется ранее 1331 года. Согласно записи на его обложке, его переписал монах Пахомий, когда деспотом в «богоспасенном городе» Ловече был будущий царь Иван Александр. Он носит энциклопедический характер. Содержит богословско-религиозные тексты и другие сочинения, предназначенные для домашнего чтения, такие как «Гром», «Рождество» и отрывки из нескольких «Шестодневов» . Хранится в Библиотеке Академии наук (г. Санкт-Петербург, шифр 13.3.17).
Еще три сборника носят название «Ловчанский сборник»:
1. Ловчанский сборник («Попфилипов сборник»), переписанный попом Филиппом для царя Ивана Александра в 1345 году. По содержанию он напоминает сборник Пахомия. Содержит сочинения для домашнего чтения в царской семье: рассказы, учения, апокрифические произведения. Хранится в Государственном Историческом музее (Москва, шифр Синод. 38)[3].
2. Ловчанский сборник XV или XVI вв., который принадлежал учителю Ловеча Михаилу Хаджинеделчеву и был утерян после его смерти[4]. Содержит хронику Георгия Амартола, часть путевого журнала о путешествии паломников в Палестину «Слово о святых местах в Иерусалиме». Впервые он был опубликован в знаменитом Бдинском сборнике 1360 года, а также в составе краткого путевого журнала «Наблюдение за Вселенной». Все три текста переведены и дополнены Константином Костенецким . В примечании к сборнику говорится, что Патриарх Евфимий был сослан в Стенимах (Станимак или близлежащий Бачковский монастырь), «где он ждал конца своей жизни, оставив много писаний о житиях святых»[5][6].
3. Ловчанский религиозный сборник 1618 года. В нем описываются характерные особенности 72 народов мира.